# Tephritis maccus
Tephritis maccus är en tvåvingeart som beskrevs av Erich Martin Hering 1937. Tephritis maccus ingår i släktet Tephritis och familjen borrflugor. Inga underarter finns listade i Catalogue of Life.